# Monodontomerus aeneus

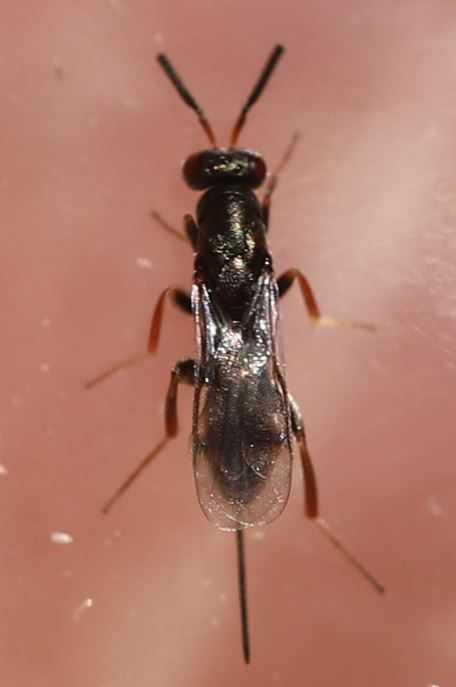
Dorsalansicht

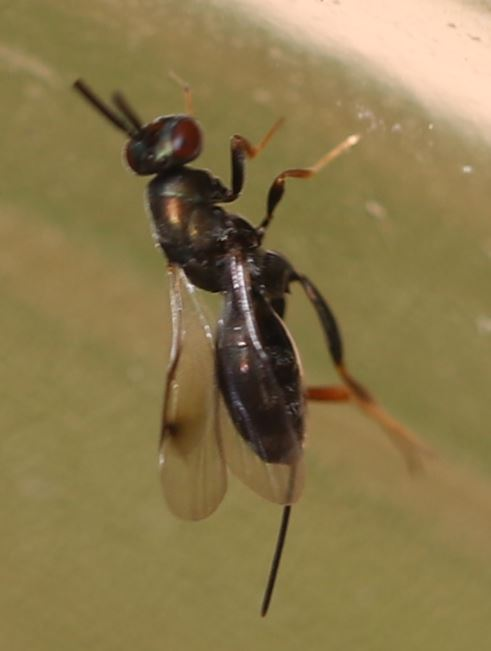
Die Vorderflügel erkennbar

Monodontomerus aeneus ist eine Erzwespenart aus der Familie der Torymidae. Die Art wurde von Étienne Boyer de Fonscolombe im Jahr 1832 als Cynips aeneus erstbeschrieben. Das lateinische Art-Epitheton aeneus bedeutet „kupfer-“ oder „bronzefarben“. In der Literatur findet man die Art häufig unter dem Synonym Monodontomerus obsoletus.

## Merkmale
Die Weibchen erreichen eine Größe von etwa 4,6 mm, die Männchen von 3,1 mm. Kopf, Pronotum und Femora sind metallisch grün glänzend. Mesonotum und Hinterleib sind schwarz. Die Facettenaugen sind dunkelrot gefärbt. Die Tibien sind braun gefärbt. Kennzeichnend für die Gattung ist ein auf der Unterseite der hinteren Femora nahe dem apikalen Ende befindlicher Zahn. Die Weibchen besitzen einen leicht nach oben gerichteten Legestachel, der etwa Dreiviertel der Hinterleibslänge misst. Die Art ist schwierig von verwandten Arten wie Monodontomerus obscurus zu unterscheiden.

## Verbreitung
Das Verbreitungsgebiet der Erzwespenart erstreckt sich über weite Teile Europas. Die Art kommt auch in England vor. Im Osten reicht das Vorkommen bis nach Asien. Ferner ist die Art in der Nearktis und in der Neotropis vertreten.

## Lebensweise
Die Erzwespenart ist ein Parasitoid der Larven bzw. Präpuppen von Mauerbienen der Gattung Osmia, insbesondere von Osmia bicornis und Osmia cornuta. Es werden auch Schmetterlinge als Wirte genannt. Die Erzwespen erscheinen im Juni. Man beobachtet sie häufig in der Nähe von Nisthilfen und Insektenhotels. Die Weibchen platzieren mit Hilfe ihres Legestachels in der Regel mehrere Eier an die Wirtslarve. Die geschlüpften Erzwespenlarven fressen die Wirtslarve allmählich auf. Die Wirtslarve bildet noch einen Kokon, bevor sie schließlich stirbt. Die Erzwespenart bildet in nördlichen Gefilden eine, im südlichen Mitteleuropa und in wärmeren Gegenden bis zu zwei Generationen im Jahr. Die Art überwintert als Larve im Kokon der Wirtslarve. Die Erzwespenlarven verpuppen sich im Frühjahr.